# Hogwarts
L'Escola de Bruixeria Hogwarts és un dels escenaris de la saga de Harry Potter de l'autora J. K. Rowling. És una escola de màgia per a bruixes i bruixots entre els onze i els disset anys que viuen al Regne Unit i a la República d'Irlanda. Sis dels set llibres de Harry Potter transcorren la majoria del temps a l'escola, on cada llibre equivaldria a un any escolar. El llibre Harry Potter i les relíquies de la Mort transcorre majoritàriament lluny de Hogwarts a diferència dels altres sis, perquè els tres protagonistes (Harry Potter, Ronald Weasley i Hermione Granger) no assisteixen a l'últim any d'escola (encara que Rowling ha manifestat que l'Hermione finalment retorna a l'escola per a la seva graduació).

## Situació i informació de l'escola
A les novel·les, Hogwarts està localitzada en algun lloc d'Escòcia. En el tercer llibre de la saga (El pres d'Azkaban), l'Hermione menciona que l'escola es troba prop de Dufftown que segons ella era el parador de Sirius Black[HP3]. L'escola està protegida per nombrosos encanteris que impossibilita tots els muggles (persones no màgiques) localitzar-la. Els muggles tan sols veuen unes ruïnes i diversos avisos de perill, en lloc de l'escola. Encara que Hogwarts és una institució total, el seu estatus no s'explica en gran detall a les novel·les, però se sap que és un internat que imparteix educació secundària i reben nois d'edats d'entre els onze i el disset anys. L'educació a Hogwarts no és obligatòria, alguns estudiants aprenen a casa, com explica el setè llibre[HP7]. Rowling inicialment digué que a Hogwarts hi estudiaven al voltant de 1.000 estudiants; tot i així, més endavant respongué que hi havia al voltant de sis-cents estudiants, encara que admetia que era un nombre incoherent amb el nombre tan reduït d'alumnes durant els anys d'estudiant d'en Harry a l'escola. També explicava que aquest resultat d'alumnes era degut al fet que tan sols havia creat quaranta personatges per al curs d'en Harry.
El finançament de Hogwarts és confús; s'insinua que les famílies paguen com a mínim parcialment (en la mesura que els sigui possible) els estudis. En el llibre sisè Tod Rodlel diu que no es podia permetre pagar els estudis a Hogwarts, a què en Dumbledore li respongué: 
| «                                                                                     | Això aviat se soluciona. Hogwarts té un fons per als qui necessiten ajuda econòmica per comprar-se els llibres i l'uniforme. | » |
| — J.K.Rowling (traducció Xavier Pàmies), Harry Potter i el misteri del Príncep. p.271 | |   |

A les famílies dels estudiants que volen cursar els estudis a Hogwarts se'ls exigeix disposar dels seus propis llibres de text, d'uniformes de Hogwarts, marmites... entre d'altres. Els esforços de la Conselleria d'Afers Màgics per prendre control de l'escola durant el llibre Harry Potter i l'orde del Fènix implica que és una escola pública finançada, encara que no s'esmenta d'on el Ministeri aconsegueix el seu finançament.

## Espais
Hogwarts està divida en quatre residències, cada una amb el sobrenom d'un dels fundadors de l'escola: Nícanor Gryffindor, Hortènsia Hufflepuff, Mari Pau Ravenclaw i Sírpentin Slytherin. Les diferents residències competeixen durant l'any escolar per aconseguir el trofeu per a la millor residència al cap del curs, perdent i guanyant punts en diversos esdeveniments. Cada casa té el seu propi equip de quidditch que competeix per la Copa de Quidditch. Aquestes dues competicions creen importants rivalitats entre les diverses residències, però la rivalitat entre Gryffindor i Slytherin és la que es viu amb més intensitat. Les residències de Hogwarts tenen cadascuna una sala comuna per relacionar-se i aprendre entre els seus estudiants pertanyents a una mateixa residència. Cada any, els estudiants d'un mateix curs i casa s'organitzen en grups per compartir els mateixos dormitori i classes. Un estudiant, excepte en rares ocasions[HP2][HP7], no pot accedir al dormitori ni a la sala comuna d'una casa que no és la seva.

### Casa Gryffindor
Gryffindor és una de les quatre cases de l'Escola de Bruixeria Hogwarts, fundada per Nícanor Gryffindor. El seu animal emblemàtic és el lleó i els seus colors són el vermell escarlata i el daurat. Minerva McGonagall és la més recent directora de la casa. Sir Nicholas de Mimsy-Porpington també conegut com a Nick-de-poc-sense-cap és el fantasma de la casa. Les principals característiques dels Gryffindor són el coratge i la cavallerositat.
La sala comú de Gryffindor està localitzada a la Torre de Gryffindor. L'entrada a la sala està localitzada en el setè pis i està custodiada pel retrat de la Senyora Grassa, que utilitza un vestit rosa. Ella permet l'entrada només si la clau és la correcta (canvia regularment). Després d'ella es troba una gran sala plena de grans armaris, taules, i una pissarra on els estudiants troben notícies, anuncis, avisos de pèrdua, etc. Una finestra mira cap a fora, als terrenys del castell, i una gran llar de foc domina la paret. És molt reconfortant i els estudiants de Gryffindor es reuneixen per estudiar, celebrar o relaxar-se.

### Casa Ravenclaw
Ravenclaw és una de les quatre cases que componen l'Escola de Bruixeria Hogwarts, fundada per Mari Pau Ravenclaw, qui va tenir una filla, el fantasma és la Dama Gris la qual va ser assassinada pel Baró Sagnant. La seva filla li va robar la diadema i va fugir als boscos d'Albània, lloc on va ser assassinada, i on anys després Lord Voldemort troba la diadema i l'amaga a la sala dels menesters, Escola de Bruixeria Hogwarts. Es diu que va ser Ravenclaw qui li va posar el nom al castell.
La casa Ravenclaw premia l'aprenentatge, la saviesa, l'enginy, i l'intel·lecte dels seus membres. Per això, molts Ravenclaw tendeixen a tenir talent acadèmic i a ser estudiants motivats. Els Ravenclaw també s'enorgulleixen de ser originals en les seves idees i mètodes. No és estrany trobar a estudiants de Ravenclaw que practiquin diferents tipus de màgia que altres cases podrien tractar d'evitar. Hermione Granger, una bruixa molt intel·ligent i la millor estudiant en el seu últim any, va ser seleccionada en Gryffindor, encara que va admetre que el Barret Seleccionador havia considerat seriosament col·locar-la en Ravenclaw. Els estudiants de Ravenclaw també poden ser peculiars i posseir interessos intel·lectuals inusuals. Els Ravenclaw generalment accepten amb entusiasme a aquests excèntrics.

### Casa Slytherin

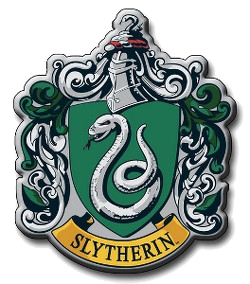

Slytherin és una de les quatre cases de l'Escola de Bruixeria Hogwarts, fundada per Sírpentin Slytherin. En establir la casa, Sírpentin va instruir al Barret Seleccionador perquè seleccionés als estudiants que tenien les característiques particulars que ell valorava més. Aquestes característiques inclouen: astúcia, enginy i ambició. Molts estudiants de Slytherin tendeixen a fer camarilles junts, sovint adquirint líders, el que és un exemple més de les ambicioses qualitats de Slytherin.
El fundador valorava i afavoria als estudiants de sang pura i el Barret Seleccionador va admetre que pot ser un factor en ser seleccionat. Els estudiants de qualsevol estatut de sang ara poden ser ubicats a la casa. No obstant això, un estudiant fill de muggles d'aquesta casa es considera bastant rar. L'animal emblemàtic de la casa és una serp i els seus colors són verd i platejat. Hi va haver dos caps notables de la casa; Horace Slughorn va ocupar el lloc dues vegades (primer va ser el 1981 i després novament des de 1997 fins a anar-se'n abans de 2016), i Severus Snape. El patró fantasma de la casa és el Baró Sanguinari.

### Casa Hufflepuff
Hufflepuff és una de les quatre cases de l'Escola de Bruixeria Hogwarts. La seva fundadora és la bruixa medieval Hortènsia Hufflepuff. La cap de la casa és Pomona Sprout. El frare gros és el fantasma de la casa. Hufflepuff és la més inclusiva de les quatre cases; el treball dur, la paciència, l'amistat i la honestedat són summament necessàries per ser membres. El seu animal emblemàtic és el teixó i els seus colors són el groc i negre. Hufflepuff respon en gran manera als elements de la terra.
Els estudiants d'aquesta casa són coneguts per ser treballadors, amigables, lleials i sense prejudicis. A causa dels seus valors, els hufflepuffs no són tan competitius com les altres cases, o són més modestos pel que fa als seus èxits.

### Barret que tria
En els primers dies de l'existència de Hogwarts, els quatre fundadors seleccionaven els estudiants per a les seves Cases. Quan els quatre fundadors es van preocupar perquè no sabien com se seleccionarien els estudiants després de la seva mort, en Nícanor Gryffindor es va treure el seu barret, i li van donar coneixement perquè en un futur "el barret que tria" escollís els estudiants jutjant-los per les seves qualitats i distribuint-los en la casa més apropiada. Els estudiants poden influir en la decisió pròpia del barret que tria, com va ser el cas del Harry Potter.

### Hogwarts Express

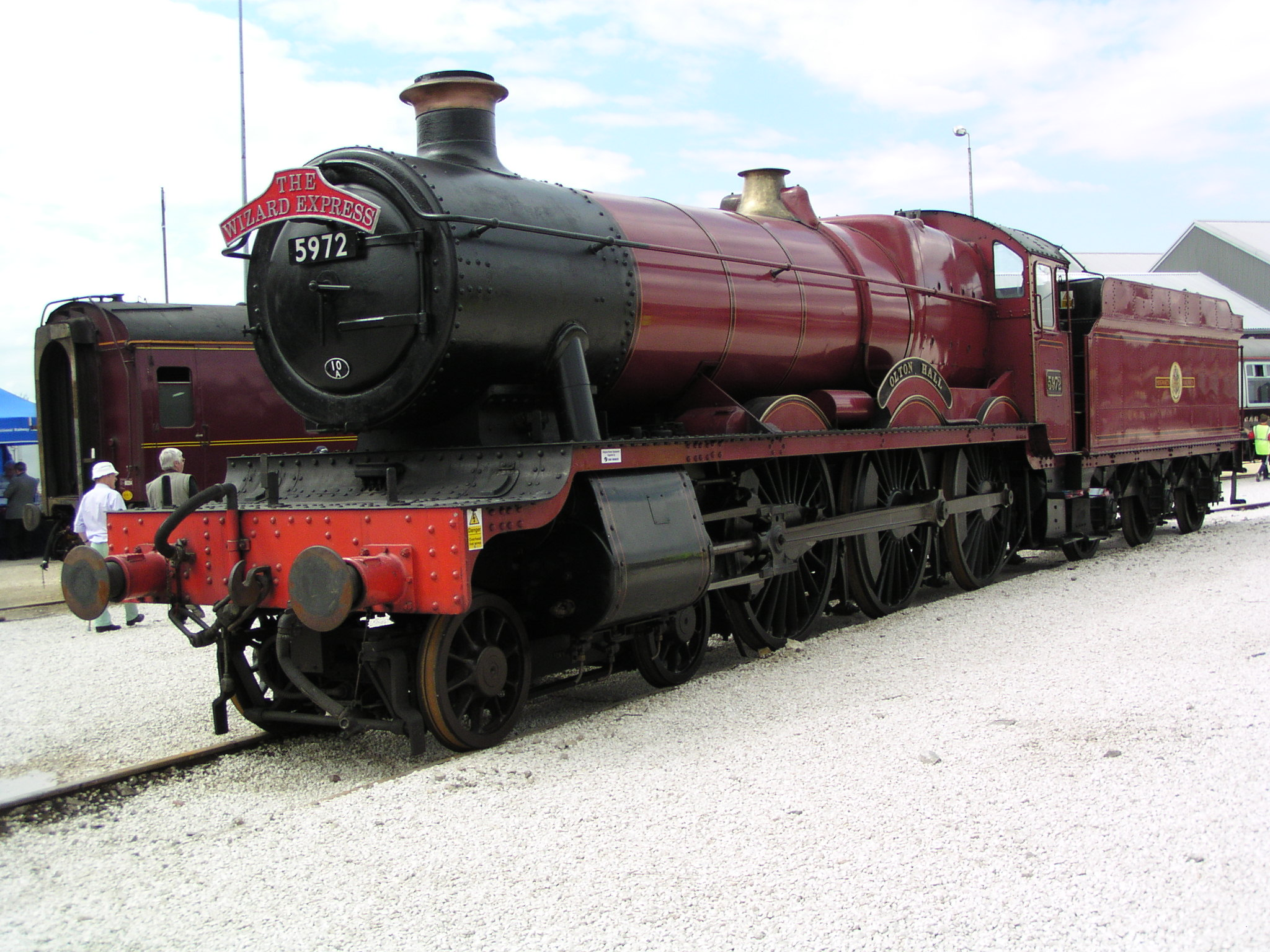
Hogwarts Express a les pel·lícules.

És el tren que duu cada any els alumnes cap a l'escola l'1 de setembre, i els torna a final de curs. El tren s'agafa a l'Andana Nou i Tres Quarts 9¾ de l'estació de trens londinenca King Cross, per agafar-lo els mags han de travessar la paret que va de l'andana 9 a la 10. El tren està distribuït en compartiments, que els alumnes ocupen només arribar al tren. Hi ha una senyora que cada any porta un carret amb caramels i llepolies per vendre als alumnes.
Un cop els alumnes arriben a l'estació de Hogsmeade, els estudiants de primer any creuen el llac amb els bots fins al castell de Hogwarts amb el guardaboscos Hagrid (o qui el substitueixi). Els altres alumnes van amb carruatges tirats per "vestrals", éssers invisibles als ulls de tothom excepte de les persones que han vist morir algú.
En Harry va conèixer l'Hermione Granger a bord del tren, al Ron Weasley l'havia conegut abans de pujar-hi. Al segon curs en Harry i en Ron no van poder pujar al tren a causa del fet que l'elf domèstic Dobby els va bloquejar l'entrada a l'andana intentant que en Harry no anés a l'escola per prevenir-lo del perill. Al tercer curs els dementors registren el tren en busca de Sirius Black. Al sisè curs el professor Llagot cita a alguns alumnes per parlar-hi i en Harry rep un atac d'en Malfoy, i fins que la Nimfadora no el troba no pot sortir, ja que està paralitzat sota la capa que fa invisible. El Hogwarts Express aparenta ser un tren de vapor, però en realitat funciona amb màgia.

## Història

### Història antiga

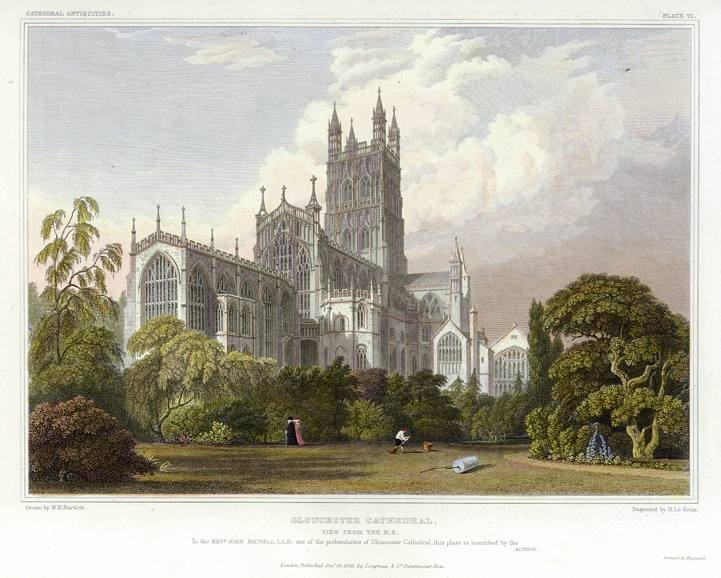
La Gloucester Cathedral, l'escola Hogwarts a les pel·lícules.

L'escola de Hogwarts va ser fundada fa més de mil anys (data exacta desconeguda) per dos bruixots i dues bruixes: Nícanor Gryffindor, Hortènsia Hufflepuff, Mari Pau Ravenclaw i Sírpentin Slytherin. Els quatre eren els mags més coneguts i bons d'aquella època, i entrenaven personalment a tots els seus estudiants. Els quatre fundadors seleccionaven els seus estudiants seguint un estricte criteri depenent de la qualitat que més valoraven. Tanmateix, Slytherin desitjava que només s'admetessin estudiants a l'escola fills de mags, conegut avui dia com a mags de sang pura. Aquest desig va comportar molts conflictes entre els altres fundadors, especialment amb Nícanor Gryffindor, amb qui havia mantingut fins aquell moment una relació molt estreta. La tensió sorgir entre els d'altres fundadors, i la gran relació d'amistat entre Hufflepuff i Ravenclaw també es trenca com havia passat entre els d'altres dos. A causa d'aquestes enemistats van provocar un veritable caos perquè cadascun dels fundadors i les seves respectives cases intentaven controlar l'escola sencera. Arriba un moment que Slytherin va abandonar el comandament de l'escola, tot i la seva pèrdua, va permetre el restabliment de la pau entre els fundadors restants.
Abans d'abandonar i desaparèixer el fundador Slytherin de l'escola Hogwarts, ell havia construït l'anomenada la cambra secreta on hi havia un basilisc resguardant-la. Segons diu la llegenda, la va deixar per al seu progenitor, de tal manera que quan tornés a Hogwarts l'Hereu de Slytherin pogués tornar a obrir la cambra secreta i alliberar el monstruós basilisc pels passadissos de l'escola netejant-la dels mags fills de muggles (despectivament coneguts com a sang de fang). L'únic descendent del qual se sap que havia descobert la cambra secreta va ser Tod Morvosc Rodlel, més tard conegut com a Lord Voldemort.
Al voltant de tres-cents anys després que l'escola fos fundada, el Torneig dels Tres Bruixots es va iniciar entre les tres escoles de màgia més prestigioses d'Europa: Hogwarts, Beauxbatons i Durmstrang. Aquest torneig considerava que era el millor camí per als mags de nacionalitats diferents per trobar-se i coneixèr-se, a més d'elegir qui era el millor estudiant de mag d'aquelles tres escoles. El torneig se celebrava continuadament cada cinc anys fins que l'alt nombre de morts va fer que s'anul·les indefinidament. Després de diversos intents per a reinstaurar el Torneig, l'any 1994 la Conselleria de la Màgia va decidir tornar-lo a portar a terme, després de prometre que no hi haurien tants morts. Per a poder participar en el Torneig dels Tres bruixots, a més de ser estudiants de cada escola, calia també tenir més de disset anys.

### Història recent
Entre els anys 1942-43 la cambra secreta va ser oberta per Tod Rodlel en el seu cinquè any a l'escola, causant la mort d'una noia que després passaria a ser coneguda com a Gemma Gemec resident del lavabo en desús de la segona planta de l'escola. La Conselleria d'Afers Màgics va amenaçar de tancar l'escola si no s'enxampava el culpable. Com que tot el temps que Tod Rodlel no vivia a Hogwarts el passava en un orfenat muggle va inculpar el seu company Rubeus Hagrid com a autor de la mort de la noia i d'haver obert La Cambra Secreta per evitar que tanquessin l'escola; en conseqüència el Hagrid va ser expulsat de l'escola i Hogwarts va romandre oberta.
En el segon curs de Harry Potter a l'escola Hogwarts, La Cambra Secreta es va tornar a reobrir i diversos estudiants van quedar petrificats, per exemple, l'estudiant exemplar Hermione Granger. La Conselleria d'Afers Màgics va tornar a amenaçar de clausurar l'escola si l'autor no era enxampat. El Harry va descobrir que els atacs havien estat per culpa de Ginny Weasley, qui havia estat manipulada per Tod Rodlel/Voldemort a través d'un antic diari personal seu que estava entre les seves possessions. Aquest diari havia estat introduït a la marmita dels Weasley per Lucius Malfoy quan estaven a la botiga de Gargots i Nibres amb l'esperança que ella l'agafés.
thus ending Arthur Weasley's Muggle Protection Act, as well as purging Hogwarts of Muggle-borns. However, Harry was able to destroy the diary, save Ginny, and kill the basilisk that was living in the Chamber. It later emerged that the diary was one of Voldemort's Horcruxes, containing part of his soul.
Durant el quart any del Harry a l'escola Hogwarts va celebrar el perillós torneig anomenat "El torneig del tres bruixots" per primera vegada després de centenars d'anys. Instead, the pitch was turned into a maze that served as the final of three tasks in the tournament.
Al final del sisè any escolar del Harry, el director Albus Dumbledore va ser assassinat a mans de Severus Snape (per ordre del mateix Dumbledore, com es revela en l'últim llibre de la saga). Arran de la mort del director, la professora Minerva McGonagall va ser nomenada directora, tot i que poc temps després de l'inici de l'any escolar, fou substituïda com a directora per Severus Snape després que Lord Voldemort aconseguís prendre el control de la Conselleria d'Afers Màgics. Furthermore, Muggle-born students were no longer allowed to attend, while attendance became mandatory for all children with wizarding heritage. During Snape's time as Headmaster, the school underwent a great deal of changes, particularly due to the punishments inflicted on the students by Alecto and Amycus Carrow, who had taken up the posts of Muggle Studies and Defence Against the Dark Arts (which was then called 'the dark arts' only) professors respectively.
Al final del Harry Potter i les relíquies de la mort va haver-hi la gran Batalla de Hogwarts entre el bàndol dels fidels del Senyor de les Forces del Mal i un bàndol combinat entre l'Orde del Fènix, l'Exèrcit de Dumbledore, els mestres de Hogwarts, alguns altres estudiants, i d'altres criatures del Bosc Prohibit com els centaures i els follets del Castell (dirigits pel Kreacher). El castell va partir forts danys, tanmateix varen ser reparats després de la desfeta d'en Voldemort i pogué tornar a ser oberta. A l'epíleg del final de l'últim volum de la sèrie, revela que l'escola encara roman oberta i que el Neville Longbottom ha acabat sent el professor d'Herbologia. L'Escola Primària de Màgia compte amb un nou director que desconeixem el seu nom (explicà Rowling en una entrevista), tot i que la professora Minerva McGonagall va ocupar aquell càrrec durant un temps fent-la avançar molt.

## Tecnologia
Objectes electrònics que necessiten electricitat com podrien ser els ordinadors o els televisors no s'utilitzen a l'escola perquè Hogwarts no disposa d'electricitat. En el llibre Harry Potter i el calze de foc, l'Hermione Granger afirma que gràcies als alts nivells de màgia permeten substituir amb màgia aquells objectes muggles, perquè aquells objectes tornarien l'escola desordenada.
Les ràdios són una excepció, tanmateix J.K. Rowling explica que aquestes ràdios no són alimentades per electricitat sinó per màgia. En el cinquè i sisè l'emissora de ràdio més popular del món màgic era Wizarding Network Wireless News tot i que durant el Harry Potter i les relíquies de la mort s'esmenta la popular emissora L'Hora Potter com l'única emissora que s'escapa del control i manipulació del Senyor de les Forces del Mal.

## Dependències
Una de les dependències més importants de Hogwarts és la seva biblioteca, amb una col·lecció de milers de llibres en centenars de prestatgeries.